# Лимонский креольский язык
Лимонский креольский (Лимонский, Лимонский Креольский Английский или Мекателю) — диалект ямайского патуа, креольский язык на основе английского, на котором говорят в провинции Лимон на побережье Карибского моря в Коста-Рике. Число носителей языка неизвестно, но по оценкам 1986 года, общее число носителей составляет менее 60 000 человек.

## Происхождение и родственные креольские языки
Лимонский язык структурно и лексически очень похож на ямайский креольский язык, на котором говорят на Ямайке и в Панаме, и в меньшей степени на другие креольские языки на основе английского, такие как Москитовобережный креольский язык, белизский креольский язык и Райсальский креольский язык; многие из них также в некоторой степени взаимно понятны с Лимонским и друг другом.

### Название
Имя Мекателю является транслитерацией фразы «make I tell you» («заставить тебя рассказать»), или на стандартном английском «let me tell you» («позволь мне рассказать тебе»).
В Коста-Рике одним из распространенных способов обозначения Лимонского языка является термин «патуа», слово французского происхождения, используемое для обозначения провинциальных галло-романских языков Франции, которые исторически считались примитивным «ломаным французским»; к ним относятся провансальский, окситанский и нормандский, а также многие другие.

## История
Лимонский язык произошел от ямайского креольского языка, который был завезен в провинцию Лимон ямайскими рабочими-мигрантами, прибывшими для работы на строительстве Атлантической железной дороги, банановых плантациях и на Тихоокеанской железной дороге. Во время атлантической работорговли британские колонизаторы на Ямайке и в других районах Британской Вест-Индии доставляли африканских рабов из разных регионов Африки, которые не говорили на общем языке, поэтому для облегчения общения между ними развивались различные креольские языки, во многом под влиянием английского языка работорговцев.
Ранние формы лимонского языка должны были приспосабливаться к контексту, в котором они использовались, поэтому развились два варианта языка: один, взаимопонятный с и находящийся под сильным влиянием английского языка, используемый в официальном общении, и разговорный язык, используемый в неформальных ситуациях.

## Современный статус
Некоторые лингвисты не определились с категоризацией лимонского языка. По мнению одних авторов, Лимонский язык следует рассматривать как отдельный язык, в то время как другие утверждают, что он является всего лишь частью диалектного континуума ямайского патуа.